# Senostoma basale
Senostoma basale là một loài ruồi trong họ Tachinidae.